# X-15 (película)
X-15 (conocida en español bajo su título original en España y como El avión cohete X-15 en México) es una película dramática de aviación estadounidense de 1961 que presenta un relato ficticio del programa de aviones cohetes de investigación X-15, los pilotos de pruebas que volaron el avión y la comunidad asociada de la NASA que apoyó el programa. X-15 fue protagonizada por David McLean, Charles Bronson, James Gregory y Mary Tyler Moore (en su primer papel en un largometraje). La película marcó el debut como director de largometrajes de Richard Donner, y fue narrada por James Stewart.

## Argumento
El programa experimental North American X-15 en Base de Edwards de la Fuerza Aérea involucra a pilotos de prueba: el civil Matt Powell, el teniente coronel Lee Brandon y el mayor Ernest Wilde. El vanguardista programa de alta velocidad está siendo atacado por el jefe del proyecto, Tom Deparma, y el coronel de la Fuerza Aérea de EE. UU., Craig Brewster. Mientras los pilotos de pruebas se preparan para el lanzamiento previsto del avión propulsado por cohetes desde una nave nodriza Boeing B-52 Stratofortress, experimentan problemas emocionales y físicos, que comparten con sus esposas y novias.
Prueba tras prueba resulta en contratiempos, incluido un casi desastre cuando un motor explota durante una prueba en tierra y envuelve al X-15 y a su piloto en llamas, pero finalmente el X-15 comienza a establecer récords en velocidad y altitud para un avión pilotado. Cuando el X-15 «se apaga» en una carrera a gran altitud, después de guiar al X-15 a un aterrizaje seguro, salvando la vida de Powell, el teniente coronel Brandon, que volaba una aeronave de seguimiento, muere en un accidente. El propio Powell lleva el X-15 al espacio exterior para la prueba final.

## Reparto
- David McLean como el piloto de pruebas de la NASA Matt Powell.
- Charles Bronson como el teniente coronel Lee Brandon.
- James Gregory como Tom Deparma.
- Mary Tyler Moore como Pamela Stewart.
- Ralph Taeger como el mayor Ernest Wilde.
- Brad Dexter como el mayor Anthony Rinaldi.
- Kenneth Tobey como el coronel Craig Brewster.
- Patricia Owens como Margaret Brandon.
- Stanley Livingston como Mike Brandon.
- Lisabeth Hush como Diane Wilde.
- Lauren Gilbert como el coronel Jessup.
- Phil Dean como el mayor McCully.
- Chuck Stanford como el teniente comandante Joe Lacrosse.
- Patty McDonald como Susan Brandon.
- James Stewart como él mismo / narrador (voz).

Los locutores Ed Fleming y Lee Giroux aparecen como ellos mismos en una escena de scrum mediático.

## Producción

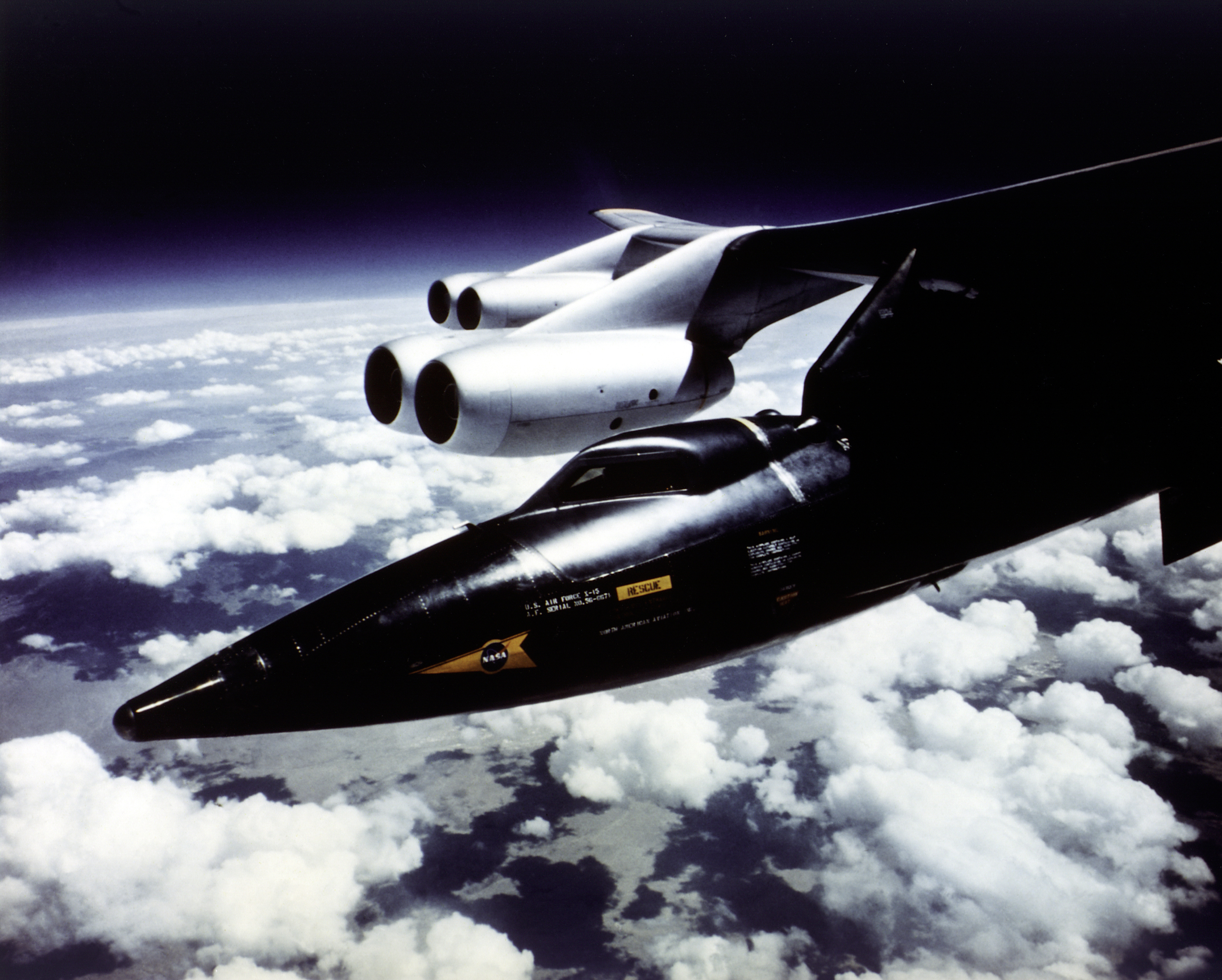
El entrelazamiento de imágenes de la NASA y metraje original tenía como objetivo presentar una representación realista de los vuelos de investigación del X-15.

Originalmente planeado en torno al programa anterior Bell X-2 de la NASA, el escritor/productor y luego guionista Tony Lazzarino compró el proyecto en Hollywood en 1958, apareciendo bajo varios títulos: Exit, Time of Departure y Beyond the Unknown. Lazzarino logró formar equipo con Bob Hope, quien quería producir la película. Después de acercarse a la USAF para obtener imágenes de archivo de los vuelos X-2, el Pentágono recomendó que el recién introducido avión X-15 era mucho más prometedor como tema cinematográfico. Con 350 000 dólares asignados para el rodaje principal, y con 72 500 dólares adicionales para el trabajo de postproducción, en agosto de 1960, la preproducción se había trasladado de Hope Enterprises (la compañía cinematográfica de Hope) a Essex Productions de Frank Sinatra. Después de revisar el borrador inicial del guion, las sugerencias del Pentágono aclararon que el programa de prueba del X-15 sería el foco de la próxima producción.
La asistencia del Pentágono fue en gran medida responsable de la atención al detalle y la descripción precisa del programa de la NASA. Gran parte de la fotografía principal de la película se realizó en la Base de la Fuerza Aérea Edwards y en la Estación de Vuelo de Alta Velocidad de la NASA (ahora el Centro de Investigación de Vuelo Dryden) en California, con la asistencia directa de la NASA, la Fuerza Aérea de los Estados Unidos y North American Aviation. El capitán de la USAF Jay Hanks y el piloto de investigación de la NASA Milton Orville Thompson sirvieron como asesores técnicos en la película. El propio Thompson se convirtió más tarde en piloto del X-15.
La película presentaba imágenes de la NASA cuidadosamente editadas de vuelos X-15 intercaladas con metraje original, con un mínimo de efectos especiales utilizando animación. En una escena fundamental del accidente del avión de persecución, X-15 utilizó imágenes de archivo de la Fuerza Aérea de EE. UU. del accidente del «baile de sable» del 10 de enero de 1956 de un North American F-100 Super Sabre pilotado por el teniente Barty R. Brooks. Otra escena crítica involucró la destrucción del X-15-3 en el banco de pruebas cuando el motor del cohete explotó, utilizando imágenes de archivo del accidente.
Una carta archivada de Armstrong (entonces Dryden) de la NASA a los productores de la película, revisando el guion antes de la producción, recomendaba un escenario diferente para un accidente fatal del X-15. Citó el riesgo máximo al comenzar el reingreso desde el espacio con el X-15 en una orientación inapropiada. En realidad, esa situación ocurrió varios años después en el vuelo 3-65-97 del X-15, el 15 de noviembre de 1967, en el X-15-3 reconstruido, cuando el piloto Mike Adams experimentó un giro hipersónico al reingresar. El resultado fue la destrucción final del X-15 n.° 3 y la única muerte de un piloto del X-15. La causa probable fue el vértigo del piloto mientras estaba en el espacio.

### Aviones utilizados en la producción
- Boeing NB-52A Stratofortress (portaaviones/nave nodriza)
- Lockheed F-104A Starfighter («Chase 1» / avión de persecución)
- North American X-15 (avión de investigación)
- North American F-100F Super Sabre («Chase 2» / avión de persecución)
- Piasecki H-21 Work Horse («Rescue NASA 1» / helicóptero de rescate)[12]

## Lanzamiento

### Medios domésticos
Después de su exitosa introducción inicial, X-15 desapareció rápidamente de las pantallas de cine y no pudo ganar mucha tracción en los estrenos extranjeros. Rara vez se muestra en televisión, y se emitió por primera vez en 1979, la película se estrenó brevemente en VHS en 1983 y se lanzó en DVD en 2004.

## Recepción

### Respuesta crítica

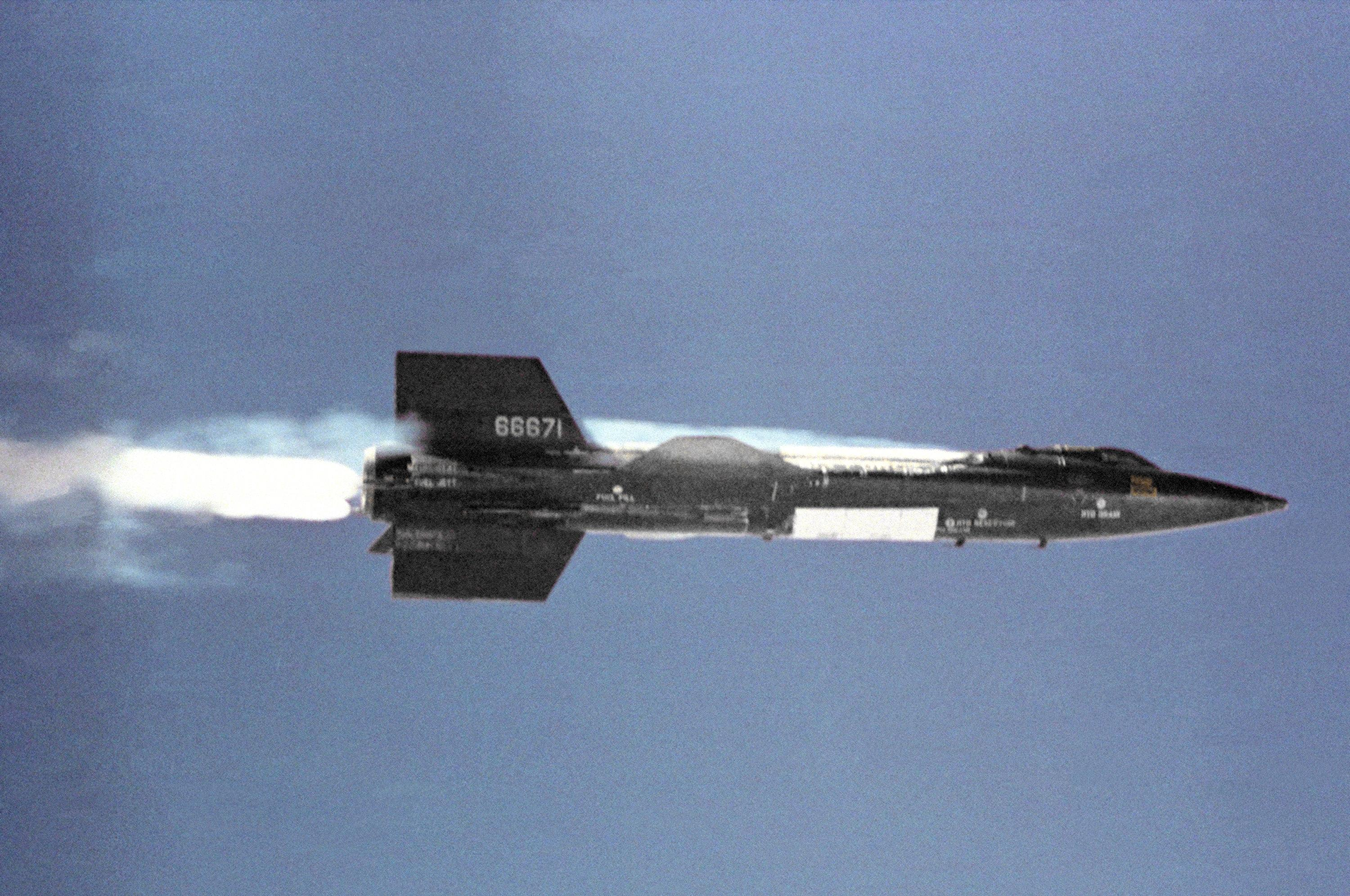
Un X-15, el protagonista de la película, en vuelo.

Lanzada justo cuando el avión cohete real estaba apareciendo en los titulares al batir récords de velocidad y altitud y alcanzar los bordes superiores de la estratosfera, X-15 fue revisada críticamente y recibió elogios por su autenticidad. Tras su estreno en Washington D. C., The Washington Evening Star elogió: «Cualesquiera que sean sus serias intenciones científicas, el X-15 es un espectáculo de pantalla casi increíble». Considerada una mirada realista a las vidas de los pilotos del X-15 y los esfuerzos por volar al espacio, la reseña de The New York Times comentó que era «una película de bajo presupuesto sorprendentemente atractiva y sensata: un semidocumental con algunos bordados ficticios inofensivos...». La mayoría de las críticas se centraron en la descripción precisa del esfuerzo espacial de los EE. UU., pero menospreciaron la tibia historia romántica, sugiriendo incluso que la película debería haberse hecho como un documental. A pesar de las críticas generalmente favorables, Variety adoptó una nota cautelosa y la calificó como «una perspectiva bastante dudosa. Demasiado técnicamente complicada para el profano; a veces, se parece más a una película de entrenamiento que a un entretenimiento popular».
En una evaluación retrospectiva de la película, el crítico Glenn Erickson confrontó los dos fallos críticos de la película, enfatizando que la dirección de Donner resultó en un retrato insípido, mientras que los atajos en los valores de producción también condujeron a un resultado insatisfactorio. Erickson afirma claramente: «X-15 se reproduce como una película insulsa de los Servicios Audiovisuales de la Fuerza Aérea que se convirtió en un largometraje. Uno de los productores de la película fue Frank Sinatra, y el actor Brad Dexter era en ese momento también una especie de productor y hacedor de tratos. La película puede haber comenzado como un esfuerzo publicitario del gobierno, ya que la idea de que el programa X-15 tiene problemas con la prensa y con Washington recibe más atención que cualquier otra cosa en la película». Afirma también que incluso para los aficionados a la aviación, la película es un fracaso porque la producción es una «película anamórfica con una relación de aspecto de 2:35. Todas las tomas "documentales" originales de los aviones y cohetes reales fueron fotografiadas en el estándar estrecho de 1:37». Dijo además que el «discordante vaivén» entre un formato de pantalla ancha estándar y metraje de la NASA «que es estirado y distorsionado relega la película a una curiosidad». Sólo las imágenes de la escena del accidente de la USAF conservan el formato anamórfico de Panavision, aunque una revisión cuidadosa muestra que el avión involucrado no es una aeronave de seguimiento.